# Dan Earl
Daniel Earl (* 12. Oktober 1974) ist ein ehemaliger US-amerikanischer Basketballspieler und jetziger -trainer. Er stand bei den Bundesligisten Hagen, Braunschweig und Gießen unter Vertrag.

## Laufbahn
Earl stammt aus Medford Lakes im US-Bundesstaat New Jersey. Er spielte von 1993 bis 1999 Basketball an der Pennsylvania State University in der NCAA. In der Saison 1996/97 pausierte er wegen einer Rückenverletzung, nach fünf Partien des Spieljahres 1997/98 fiel er wegen einer Knieverletzung aus, dank einer Ausnahmeregelung der NCAA durfte der Aufbauspieler 1998/99 wieder spielen. In insgesamt 119 Spielen für die Hochschulmannschaft erzielte Earl im Schnitt 10,6 Punkte und gab 4,8 Korbvorlagen. Seinen besten Punktewert erreichte er 1998/99 mit 13,4/Spiel, die meisten Vorlagen zu Korberfolgen seiner Mannschaftskameraden gelangen ihm 1994/95 (5,7/Spiel). Er war zwei Jahre lang Spielführer der Hochschulmannschaft, mit 1256 erzielten Punkten lag er zum Zeitpunkt seines Verlassens der Universität im Jahr 1999 auf dem neunten Rang der „Penn-State“-Bestenliste und mit 574 Vorlagen auf dem zweiten Platz. Er studierte Vermarktungswesen, später (2007) kam noch ein Abschluss in Logistik hinzu.
Earl begann seine Profilaufbahn in der Saison 1999/2000 bei Brandt Hagen in der deutschen Basketball-Bundesliga. Für Hagen stand er in 30 Bundesliga-Spielen auf dem Feld, erzielte im Durchschnitt 19,2 Punkte und gab statistisch die Vorlagen zu 3,7 Korberfolgen seiner Mitspieler. Er war in diesem Spieljahr Hagens bester Korbschütze und bester Vorlagengeber, auch seine 62 Ballgewinne waren Mannschaftsspitzenwert.
Zu Beginn der Saison 2000/01 spielte er bei Fort Wayne Fury in der US-Liga CBA, im Frühjahr 2001 unterschrieb er einen Vertrag beim FC Porto in Portugal und verstärkte die Mannschaft bis zum Saisonende. In den Vorbereitungen auf die Spielzeiten 2001/02 und 2002/03 spielte er bei der NBA-Mannschaft New Jersey Nets vor, wurde aber nicht unter Vertrag genommen. In der Saison 2001/02 war Earl wieder in der CBA in seinem Heimatland beschäftigt, er trug die Farben der Mannschaft Roanoke Dazzle.
Im November 2002 wurde Earl vom Bundesligisten TXU Energie Braunschweig als Ersatz für Demond Mallet geholt, der sich das Kreuzband gerissen hatte. Die Anhänger der Braunschweiger Mannschaft hatten sogar Geld gespendet, um Earls Verpflichtung als Mallet-Nachfolger zu ermöglichen. Earl überzeugte mit seiner mannschaftsdienlichen Spielweise und kam für die Niedersachsen in 29 Bundesliga-Einsätzen auf Mittelwerte von 11,1 Punkten und 3,1 Vorlagen je Begegnung. Er stand mit Braunschweig am Ende der Bundesliga-Hauptrunde auf dem dritten Tabellenrang und kam mit der Mannschaft bis ins Halbfinale, dort unterlag man Alba Berlin. In der ersten Hälfte der Saison 2003/04 stand Earl bei Stal Ostrow in Polen unter Vertrag, im Februar 2004 kehrte er in die Bundesliga zurück und spielte für die Gießen 46ers, kam aber nur auf neun Einsätze, Ende März 2004 zog er sich eine Knieverletzung zu.
Als Trainer war Earl ab 2006 in seinem Heimatland an der Pennsylvania State University (Co-Trainer) tätig, 2011 wechselte er gemeinsam mit Cheftrainer Ed DeChellis an die Marinehochschule Naval Academy und war dort Assistenztrainer der Basketballmannschaft. Im April 2015 übernahm Earl das Cheftraineramt an einer anderen militärischen Hochschule, dem Virginia Military Institute. Er ist mit der Tochter des ehemaligen Braunschweiger Bundesligatrainers Bill Magarity verheiratet.